# Podocarpus atjehensis
Podocarpus atjehensis — вид хвойних рослин родини подокарпових.

## Етимологія
Епітет виду відноситься до Atjeh (тепер пишеться Aceh), напівавтономної області на півночі Суматри в Індонезії.

## Поширення, екологія
Країни поширення: Індонезія (Папуа, Суматра); Папуа Нова Гвінея.

## Морфологія
Невеликі дерева 8–15 м заввишки, до 25 см діаметром. Гілки розлогі й висхідні, утворюють від пірамідальної до округлої крони. Листки молодих рослин лінійні, до 18 см в довжину і 9 мм в ширину; листки дорослих дерев лінійно-ланцетні, довжиною 6–11 см, шириною 5–8 мм, шкірясті. Вершини гострі. Колір листя темно-зелений зверху, світло-зелений знизу. Пилкові шишки пазушні, поодинокі, сидячі, довгоциліндричні, довжиною 25–30 мм, 4–4,5 мм шириною під час цвітіння. Насіннєві шишки пазушні, поодинокі, на 8–15 мм плодоніжці; розміром 9–11 × 6–7 мм, соковиті і червоні в кінці терміну дозрівання.

## Використання
Використання не зафіксовано для цього погано відомого виду. Дерева невеликі, 8–15 м заввишки, і не бажані для деревини.

## Загрози та охорона
Одна субпопуляція на Суматрі знаходиться в англ. Gunung Leuser Reserve.